# Iakov (Halandzovskyj)
Iakov (světským jménem: Serhij Leonidovyč Halandzovskyj; * 12. července 1977, Kodra) je ukrajinský duchovní Ukrajinské pravoslavné církve Moskevského patriarchátu, biskup drohobyčský a vikář lvovské eparchie.

## Život
Narodil se 12. července 1977 v sídle Kodra Kyjevské oblasti.
Po střední škole nastoupil na Černihivské duchovní učiliště. Dne 3. ledna 2000 byl biskupem bilocerkvenským Serafimem (Zaliznyckým) postřižen na monacha se jménem Iakov na počest svatého Jakuba Spravedlivého. Dne 7. ledna byl rukopoložen na jerodiákona a 14. ledna na jeromonacha.
Dne 21. prosince 2006 byl přijat mezi bratry monastýru Proměnění Páně v Tetěrevě. Zde se stal blagočinným monastýru. Dne 21. ledna 2009 byl povýšen na archimandritu.
Roku 2013 dokončil Kyjevský duchovní seminář a o čtyři roky později Kyjevskou duchovní akademii. Dne 12. dubna 2017 byl ustanoven představeným monastýru v Tetěrevě.
Dne 23. listopadu 2022 jej Svatý synod Ukrajinské pravoslavné církve zvolil biskupem drohobyčským a vikářem lvovské eparchie. Biskupská chirotonie proběhla 11. prosince v Kyjevskopečerské lávře. Hlavním světitelem byl metropolita kyjevský a celé Ukrajiny Onufrij (Berezovskyj).